# Бенц, Павел
Па́вел Бенц (чеш. Pavel Benc; род. 10 июля 1963, Яблонец-над-Нисоу, Северочешский край) — чехословацкий и чешский лыжник, призёр Олимпийских игр в Калгари.

## Карьера
В Кубке мира Бенц дебютировал в 1985 году, тогда же впервые попал в десятку лучших на этапе Кубка мира. Всего имеет на своём счету 5 попаданий в десятку лучших на этапах Кубка мира. Лучшим достижением Бенца в общем итоговом зачёте Кубка мира являются 25-е места в сезонах 1988/89 1990/91.
На Олимпийских играх 1984 года в Сараево, занял 46-е место в гонке на 15 км и 34-е место в гонке на 30 км.
На Олимпийских играх 1988 года в Калгари, завоевал бронзу в эстафетной гонке, кроме того занял 41-е место в гонке на 15 км классикой и 27-е место в гонке на 50 км коньком.
На Олимпийских играх 1992 года в Альбервиле, был 7-м в эстафете, 41-м в гонке на 10 км классикой, 33-м в гонке преследования и 8-м в гонке на 50 км коньком.
На Олимпийских играх 1994 года в Лиллехаммере, стартовал в четырёх гонках, эстафета — 8-е место, 10 км классикой — 65-е место, гонка преследования — 36-е место, 30 км коньком — 25-е место.
За свою карьеру принимал участие в четырёх чемпионатах мира, лучший результат 5-е место в гонке на 50 км коньком на чемпионате мира-1991 в Валь-ди-Фьемме.